# 노루궁뎅이
노루궁뎅이(문화어: 고슴도치버섯, 학명：Hericium erinaceus, 영어: lion's mane mushroom)은 노루궁뎅이과 노루궁뎅이속에 속하는 식용 버섯의 일종이다.
버섯갓에 털이 북슬북슬한 모습이 마치 노루의 엉덩이 같다고 하여 노루궁뎅이라는 이름이 붙었다.

## 형태
버섯의 지름은 약 5~40cm로 위쪽의 등면을 제외한 전면에 길이 1~5cm나 되는 긴침이 무수히 있어 전체모양이 고슴도치처럼 생겼다.